# باشگاه فوتبال هانتینگدون تاون
باشگاه فوتبال هانتینگدون تاون (به انگلیسی: Huntingdon Town Football Club) یک باشگاه فوتبال در شهر هانتینگدون، کشور انگلستان است که در سال ۱۹۸۰ میلادی تأسیس شده‌است.